# Gampsonyx swainsonii
Il nibbio di Swainson (Gampsonyx swainsonii Vigors, 1825) è una specie di uccello della famiglia degli Accipitridi. Unica specie del genere Gampsonyx Vigors, 1825, è un rapace di dimensioni molto piccole proprio delle savane aperte adiacenti ai boschi decidui. Il suo nome commemora il naturalista inglese William Swainson.

## Descrizione
Il nibbio di Swainson misura 20,3–23 cm di lunghezza e pesa 80-95 g. È il più piccolo rapace delle Americhe e uno dei due più piccoli Accipitridi del mondo (assieme allo sparviero minore). Lo sparviero pigmeo del Sudamerica, un'altra specie neotropicale, ha un peso leggermente superiore a quello del nibbio di Swainson. L'adulto ha vertice, regione dorsale, ali e coda di colore nero, un collare bianco dai bordi rossicci, fronte e guance gialle, regioni inferiori prevalentemente bianche, e zampe gialle. Gli esemplari immaturi sono simili agli adulti, ma hanno penne di dorso e ali dalle estremità castane, un collare color camoscio e alcune sfumature camoscio sul bianco delle regioni inferiori. In volo questa specie appare principalmente nera sopra e bianca sotto. La forma settentrionale G. s. leonae si differenzia da quella nominale G. s. swainsonii per avere i fianchi rossicci.

## Distribuzione e habitat
Questo piccolo nibbio nidifica in una regione compresa tra Panama, Colombia e Venezuela fino a Bolivia e Argentina settentrionale, con una popolazione stanziale isolata in Nicaragua. Sta espandendo sempre più il suo areale e prove della sua nidificazione a Trinidad si sono avute nel 1970. È stato avvistato per la prima volta in Costa Rica a metà degli anni novanta, e attualmente è abbastanza comune lungo il versante affacciato sul Pacifico, fino a 1000 m di quota.

## Biologia

### Alimentazione
Il nibbio di Swainson si nutre prevalentemente di lucertole, in particolar modo di quelle del genere Anolis, ma cattura anche piccoli uccelli e insetti; generalmente se ne sta seduto su un posatoio aperto elevato dal quale osserva attentamente la preda. Il richiamo è un melodico pip-pip-pip-pip o kitty-kitty-kitty.

### Riproduzione
Il nido è costituito da una profonda coppa di ramoscelli costruita in alto sugli alberi. La covata è costituita da 2-4 uova bianche macchiate di marrone, covate prevalentemente dalla femmina per 34-35 giorni fino alla schiusa, e i piccoli si involano a 5 settimane dalla schiusa. Possono esserci anche due covate in una sola stagione.

## Tassonomia
L'olotipo venne catturato in Brasile dal naturalista inglese William Swainson, e descritto da Nicholas Aylward Vigors nel 1825. Vigors notò che l'animale possedeva caratteristiche proprie sia agli sparvieri che ai falchi, ma inserì Gampsonyx all'interno della sottofamiglia degli Accipitrini poiché non possedeva il becco dentellato proprio dei falchi.
Successivamente, il nibbio di Swainson per un certo periodo venne incluso nella famiglia dei Falconidi, tra i Poliieracini, o falchi nani, a causa del suo aspetto esteriore e del suo modo di volare; tuttavia esso muta le remiganti primarie iniziando dalla più interna (la prima), e procedendo via via fino alla più esterna (la decima), secondo uno schema che è tipico di tutti gli Accipitridi, almeno durante la prima muta. Per tale motivo anche questa specie viene classificata, a partire dalla metà del XX secolo, tra gli Accipitridi, e unita ai rappresentanti del genere Elanus nella medesima sottofamiglia.
Attualmente vengono riconosciute 3 sottospecie di nibbio di Swainson:
- G. s. leonae C. Chubb, 1918 (Nicaragua, Sudamerica settentrionale);
- G. s. magnus C. Chubb, 1918 (da Colombia occidentale a Perù occidentale);
- G. s. swainsonii Vigors, 1825 (da Brasile centrale a Perù orientale, Bolivia e Argentina settentrionale).